# Vartiusjärvi
Vartiusjärvi är en sjö i kommunen Kuhmo i landskapet Kajanaland i Finland. Sjön ligger 186,7 meter över havet. Arean är 95 hektar och strandlinjen är 8,16 kilometer lång. Sjön  ingår i Uleälvens huvudavrinningsområde.   Den ligger omkring 110 kilometer öster om Kajana och omkring 540 kilometer nordöst om Helsingfors. 